# 镁都街道
石桥街道，是中华人民共和国辽宁省营口市大石桥市下辖的一个乡镇级行政单位。

## 行政区划
石桥街道下辖以下地区：
胜利社区、石桥社区、繁荣社区、长征社区、军民社区、站前社区和鹏源社区。